# Nordre Fasanvej
Nordre Fasanvej er en gade mellem Smallegade på Frederiksberg og Frederikssundsvej ved Nørrebro Station på grænsen mellem Nørrebro og Nordvestkvarteret i Københavns Kommune. Gaden ligger i forlængelse af Søndre Fasanvej.

## Generelt
Nordre Fasanvej og Søndre Fasanvej fungerer til daglig som en lang sammenhængende gade om end med hver deres karakteristika. Hvor Søndre Fasanvej, der starter ved Valby Langgade, er præget af grønne områder som Søndermarken og gennemskærer en del attraktive kvarterer på Frederiksberg, er Nordre Fasanvej primært kendetegnet ved byliv og industri.
Nordre Fasanvej krydser adskillige vigtige gader, herunder Nyelandsvej, Godthåbsvej, Borups Allé samt Hillerødgade, før den når Frederikssundsvej.
Søndre og Nordre Fasanvej er betjent af op til flere forskellige former for transport, heriblandt buslinje 4A der gennemkører begge gader. Omkring krydset Nordre Fasanvej/Finsensvej ligger Fasanvej Station, som betjener den københavnske metro. Herfra er det muligt at benytte metrolinjerne M1 og M2. Fra Nørrebro Station på Frederikssundsvej kører adskillige buslinjer, samt metrolinjen M3 og linje F på det københavnske S-bane.

## Historie
Den ældste del af Søndre Fasanvej, den nordlige del ved Roskildevej, blev etableret i 1682 som en vej til fasaneriet bag Frederiksberg Have. Vejen blev senere forlænget mod nord til Smallegade. Den sydlige del af nutidens Søndre Fasanvej blev først etableret omkring 1870, og hed først Bag Søndermarken. Denne del blev indlemmet som en del af Søndre Fasanvej omkring 1900.
Nordre Fasanvej blev etableret mellem 1883 og 1908 som en direkte forlængelse af Søndre Fasanvej, som denne del nu kom til at hedde. Et nyt Frederiksberg Hospital blev bygget langt Nordre Fasanvej i 1903, og erstattede det gamle på Howitzvej.
Hovedstadens første krematorium, lå på hjørnet af Nordre Fasanvej og Nyelandsvej.[kilde mangler]

### Broen
Over jernbanen forløb Nordre Fasanvej i en lang årrække på en bro. På vestsiden broen lå S-togsstationen Solbjerg fra 13. december 1986 til 1. januar 2000. Efter nedgravningen af jernbanen sløjfede man broen, der før havde ligget som en pukkel på den ellers flade Fasanvej. I den forbindelse kom Fasankroen på østsiden “op” i gadeplan, mens Føtex på vestsiden blev renoveret og fik indgang en etage længere nede end før.

## Østre Fasanvej
En del af den nuværende Nordre Fasanvej nord for Godthåbsvej hed tidligere Østre Fasanvej. I 1884 blev Østre Fasanvej anlagt som forlængelse af Nordre Fasanvej, og den blev forlænget i etaper i trit med Niels Josephsens udstykning af Mariendals jorder frem til Lyngbygade (nu: Hillerødgade). I 1908 førtes Østre Fasanvej frem til Frederikssundsvej. Siden 1920 har den daværende Østre Fasanvej heddet Nordre Fasanvej efter indlemmelsen.
Området lå i Frederiksberg Sogn indtil 1898, dernæst i Sankt Thomas Sogn indtil 1905 og nu i Mariendals Sogn.